# Mutu (langue)
Pour les articles homonymes, voir Mutu.
Le mutu (ou tuam, saveeng, sisi, tuam-mutu, tuom) est une des langues ngero-vitiaz parlée par 3 500 locuteurs, dans la province de Morobe, au sud d'Umboi, six des îles Siassi : Mandok, Malai, Aronai, Tuam, Mutu Malau et Aramot ; ainsi que le village d'Yaga sur Umboi. Il possède les dialectes suivants : Mutu, Tuam, Malai.